# 久内早熟禾
久内早熟禾（学名：Poa hisauchii）为禾本科早熟禾属下的一个种。